# Clear Out of This World
Clear Out of This World — студийный альбом американской певицы Хелен Меррилл, выпущенный в 1992 году на лейблах EmArcy и Antilles Records. Диск записан при участии таких музыкантов как пианист Роджер Келлауэй, басист Ред Митчелл и барабанщик Терри Кларк, в отдельных песнях присутствуют трубач Том Харрелл, а также саксофонист Уэйн Шортер.

## Отзывы критиков
| Оценки критиков                            | Оценки критиков |
| Источник                                   | Оценка          |
| ------------------------------------------ | --------------- |
| AllMusic                                   | [ 1 ]           |
| The Encyclopedia of Popular Music          | [ 2 ]           |
| MusicHound Jazz: The Essential Album Guide | [ 3 ]           |
| The Rolling Stone Jazz & Blues Album Guide | [ 4 ]           |

В журнале Billboard написали: «Интригующе мрачный сет этой вокалистки-ветерана поддерживается искусным трио, в состав которого входит пианист и аранжировщик Роджер Келлауэй. Богатые вокальные тембры Меррилл лучше всего проявляются в таких треках, как мрачная „Not Like This“, мелодичная „I’m All Smiles“, красивая, балладная „Maybe“ и яркая „A Tender Thing Is Love“. Также примечателен её игривый вокальный дуэт с Редом Митчеллом в „Some Of These Days“ и гостевые кадры Уэйна Шортера в стилизованных дублях „Out Of This World“ и „Willow Weep For Me“».
Скотт Яноу из AllMusic дал четыре с половиной звезды альбому и написал: «Хотя Хелен Меррилл часто считают певицей 1950-х годов (когда она впервые приобрела репутацию), она была в курсе последних событий в джазе. Будь то исполнение старых стандартов (таких как „When I Grow Too Old to Dream“ и „Some of These Days“) или более современных произведений, завораживающий голос Меррилл и её звёздные сайдмены поднимают настроение и оживляют материал. Неизменно запоминающийся сет, полный тонких сюрпризов».

## Список композиций
1. «Out of This World» (Гарольд Арлен, Джонни Мерсер) — 6:17
2. «Not Like This» (Джереми Луббок) — 3:03
3. «I’m All Smiles» (Майкл Леонард, Герберт Мартин) — 7:09
4. «When I Grow Too Old to Dream» (Зигмунд Ромберг, Оскар Хаммерстайн II) — 6:35
5. «Some of These Days» (Шелтон Брукс) — 3:58
6. «Maybe» (Роджер Келлауэй, К. Лоуренс Донэм) — 5:37
7. «A Tender Thing Is Love» (Торри Зито, Джерри Гинзберг) — 4:16
8. «Soon It’s Gonna Rain» (Харви Шмидт, Том Джонс) — 4:40
9. «Willow Weep for Me» (Энн Ронелл) — 7:44

## Участники записи
- Аранжировка, фортепиано — Роджер Келлауэй[англ.]
- Бас-гитара — Ред Митчелл[англ.]
- Вокал — Хелен Меррилл
- Запись, сведение — Дж. Ньюленд
- Звукорежиссёр — Брайан Шойбле
- Звукорежиссёр (ассистент) — Джо Лопес, Майк Баумгарднер, Сэнди Палмер
- Продюсер — Жан-Филипп Аллар
- Сопрано-саксофон, тенор-саксофон — Уэйн Шортер (1, 9)
- Супервайзер — Дэниела Ричарда, Мэгги Маккой
- Труба, флюгельгорн — Том Харрелл (3, 4, 8)
- Ударные — Терри Кларк[англ.]